# Serra de Cantacorbs
La serra de Cantacorbs és una serralada al terme municipal de Cabassers, branca del massís de Montsant, entre els barrancs de Montsant i Cavaloca. S'acaba a la Calçada, al riu de Montsant. El seu punt més alt és l'Aixaragall.